# 五十嵐孝司
五十嵐孝司（绰号IGA，1968年3月17日—）是一位著名的日本游戏制作人，曾就职于科乐美，现已离职。他最令世人熟悉的是曾任《恶魔城系列》的製作人，《心跳回忆》是他首次以主创（腳本、程序員）的身份参与制作的作品，而他最著名的作品要数《惡魔城X 月下夜想曲》。他所监制的《恶魔城系列》作品，从《恶魔城 年代记》一直到《恶魔城：绝望协奏曲》。

## 职业生涯
五十嵐孝司从大学毕业后，决定进入游戏公司工作。但是出师不利，直到他的一位曾在科乐美工作过的导师建议他去那里试试看。五十嵐孝司通过了入职考试，但缺少大学学分来获得全职工作。于是他在科乐美做了一年的兼职并修完了学分；在1990年，他成为了科乐美的正式员工。
五十嵐孝司在科乐美参与的第一个游戏项目是一款教育软件部门的模拟性游戏，但是这款游戏终究没有发售。他参与的第一款发售了的游戏是PC Engine上的《兵蜂出击》。后来他告诉他的老板，他没有为《心跳回忆》续作工作的欲望，并要求更换部门。由于游戏的销量喜人，科乐美同意了五十嵐孝司的请求，他进入了《恶魔城》开发团队。
2014年3月中旬，五十嵐孝司透露自己在3月15日时已经从效力超过20年的科乐美辞职，未来他将开办自己的小型的游戏工作室。不过之后有消息称他由于在寻求投资上受挫，目前在制作手机游戏。同年9月他与原人人游戏日本部总经理冯刚创立了艺趣互动（ArtPlay），该公司将负责开发和制作手机游戏。
2015年1月17日在中国北京举行的“Game Sound Maniax”游戏音乐会上，五十岚孝司作为嘉宾登场并透露他目前正在北京工作。而同年5月，五十岚孝司在众筹平台Kickstarter上公布了其家用主机游戏的开发计划《血污：夜之仪式》，并在一天内就获得了140万美元的筹款。

## 作品列表
五十嵐孝司在制作人名单里使用的名字通常是是IGA。
| 游戏名称                       | 平台                                                                   | 职位                         | 备注                  |
| ------------------------------ | ---------------------------------------------------------------------- | ---------------------------- | --------------------- |
| 《兵蜂出击》                   | PC Engine                                                              | 程序员                       | [ 8 ]                 |
| 《Snatcher CD-ROMantic》       | PC Engine Super CD-ROM²                                                | 程序员，游戏剧本作者         | [ 9 ]                 |
| 《宇宙巡航艦II：高弗的野望》   | PC Engine Super CD-ROM²                                                | 程序员                       | [ 10 ]                |
| 《心跳回忆》                   | PC Engine Super CD-ROM²                                                | 游戏剧本作者                 | 使用的名字是K. IGA    |
| 《心跳回忆：Forever with you》 | PlayStation Sega Saturn                                                | 游戏剧本作者                 |                       |
| 《惡魔城X 月下夜想曲》         | PlayStation                                                            | 副导演，程序员，游戏剧本作者 | 使用的名字是Kouji IGA |
| 《恆古之門》                   | PlayStation                                                            | 导演，系统程序员             |                       |
| 《悪魔城年代記》               | PlayStation                                                            | 制作人                       | [ 13 ]                |
| 《惡魔城 ~白夜協奏曲~》        | Game Boy Advance                                                       | 制作人                       |                       |
| 惡魔城～曉月的圓舞曲～         | Game Boy Advance                                                       | 制作人                       |                       |
| 《惡魔城 無罪的嘆息》          | PlayStation 2                                                          | 制作人                       |                       |
| 《纳米破坏者》                 | PlayStation 2                                                          | 制作人                       |                       |
| 《惡魔城 蒼月十字架》          | 任天堂DS                                                               | 制作人                       |                       |
| 《恶魔城 黑暗的诅咒》          | PlayStation 2 Xbox                                                     | 制作人                       |                       |
| 《惡魔城 迷宮迴廊》            | 任天堂DS                                                               | 制作人                       |                       |
| 《恶魔城 暗影之令》            | 手机                                                                   | 制作人                       |                       |
| 《惡魔城X年代記》              | PlayStation Portable                                                   | 制作人                       |                       |
| 《惡魔城 被奪走的刻印》        | 任天堂DS                                                               | 制作人                       |                       |
| 《惡魔城 審判》                | Wii                                                                    | 制作人                       |                       |
| 《德古拉傳說 重生》            | WiiWare                                                                | 制作人                       |                       |
| 《惡魔城 絕望協奏曲》          | Xbox Live Arcade PlayStation Network                                   | 制作人                       |                       |
| 《少女巡航机X》                | Xbox 360                                                               | 制作人                       |                       |
| 《Leedmees》                   | Xbox 360Kinect                                                         | 制作人                       | [ 14 ]                |
| 《血污：夜之仪式》             | Xbox One PlayStation 4 Windows 任天堂Switch                            | 制作人                       | 采用众筹的形式开发。  |
| 《血污：月之诅咒》             | Xbox One PlayStation 4 任天堂Switch Windows 任天堂3DS PlayStation Vita | 制作人                       |                       |